# Posidonia oceanica
Posidonia oceanica (L.) Delile, 1813 è una pianta acquatica, endemica del Mar Mediterraneo, appartenente alla famiglia delle Posidoniacee (angiosperme monocotiledoni).

Ha caratteristiche simili alle piante terrestri, ha radici, un fusto rizomatoso e foglie nastriformi lunghe fino ad un metro e unite in ciuffi di 6-7. Fiorisce in autunno e in primavera produce frutti galleggianti volgarmente chiamati "olive di mare".
Forma delle praterie sottomarine – dette posidonieti – che hanno una notevole importanza ecologica, costituendo la comunità climax del mar Mediterraneo ed esercitando una notevole azione nella protezione della linea di costa dall'erosione. Al suo interno vivono molti organismi animali e vegetali che nella prateria trovano nutrimento e protezione. Il posidonieto è considerato un buon bioindicatore della qualità delle acque marine costiere.
Ha una notevole importanza anche nel sequestro del carbonio e nel rilascio di ossigeno.

## Descrizione
Posidonia oceanica presenta radici che servono principalmente per ancorare la pianta al substrato, rizoma e foglie nastriformi.

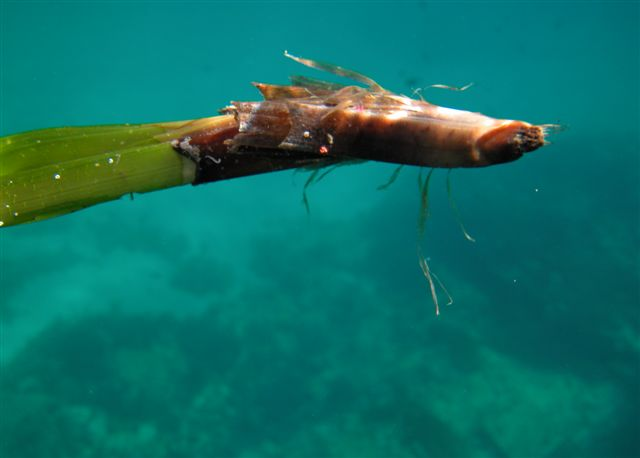
Dettaglio del rizoma

I rizomi, spessi fino ad 1 cm, crescono sia in senso orizzontale (rizomi plagiotropi), sia in senso verticale (rizomi ortotropi). I primi, grazie alla presenza sul lato inferiore di radici lignificate e lunghe fino a 15 cm, ancorano la pianta al substrato mentre i secondi, incrementando l'altezza, hanno la funzione di contrastare l'insabbiamento dovuto alla continua sedimentazione. I due tipi di accrescimento danno luogo alla cosiddetta matte, una formazione a terrazzo costituita dall'intreccio degli strati di rizomi, radici e dal sedimento intrappolato. In questo modo le posidonie colonizzano un ambiente difficilmente utilizzabile dalle alghe a causa della mancanza di radici.

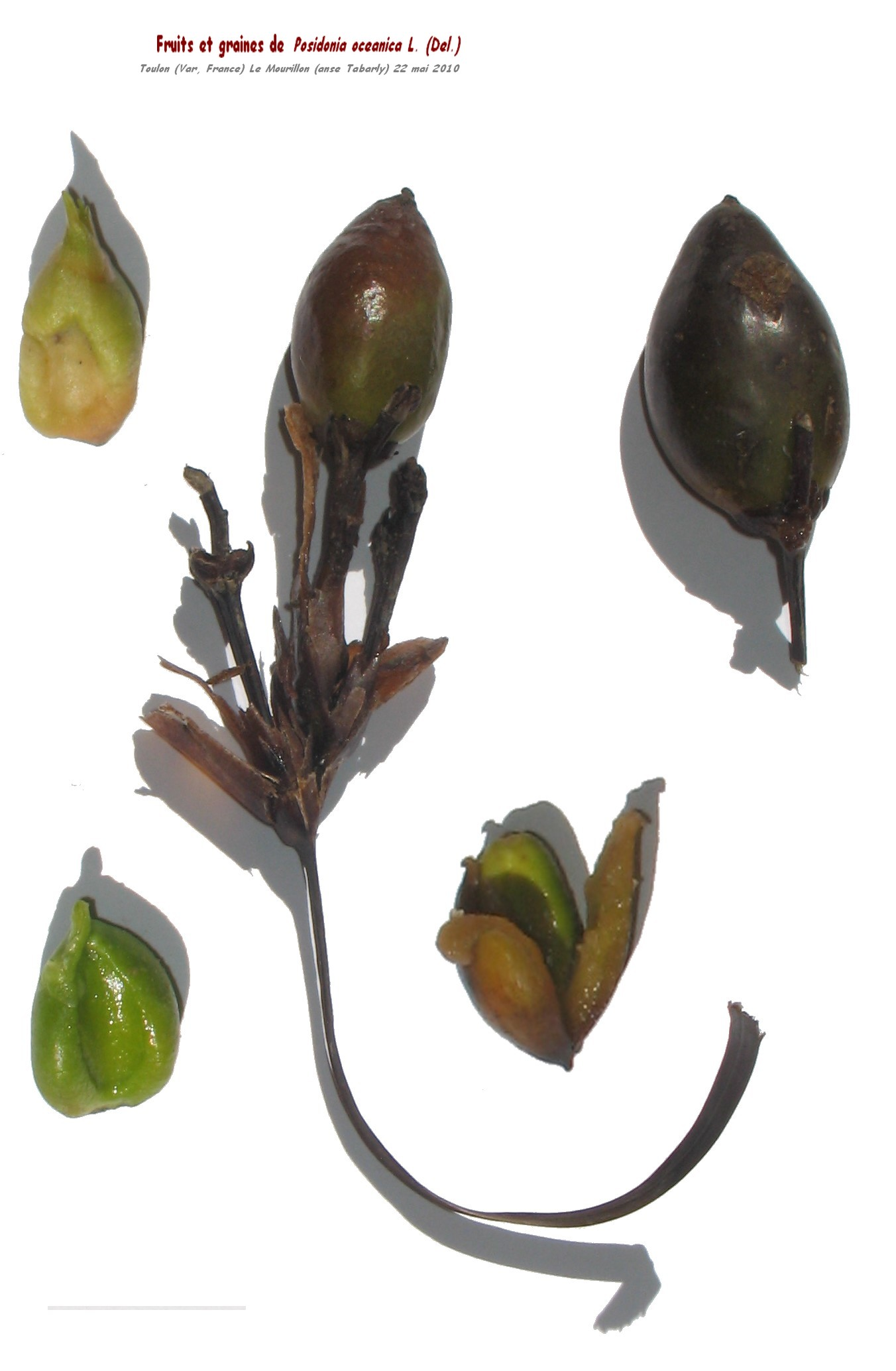
Frutti di P. oceanica, detti "olive di mare"

Le foglie nascono dai rizomi ortotropi, sono nastriformi, di colore verde brillante che diventa bruno con il passare del tempo. Raggiungono la lunghezza di circa 1 m, sono larghe in media 1–2 cm e presentano da 13 a 17 nervature parallele. Gli apici sono arrotondati e spesso vengono persi per l'azione del moto ondoso e delle correnti.
Sono organizzate in fasci che presentano 6 o 7 foglie, con le più vecchie che si trovano all'esterno e le più giovani all'interno e vengono suddivise in tre categorie:
- Foglie adulte: presentano una lamina con funzione fotosintetica e da una base separata dal lembo fogliare da una struttura concava detta "ligula";
- Foglie intermedie: sono prive della base;
- Foglie giovanili: sono convenzionalmente di lunghezza inferiore ai 50 mm.

In autunno la pianta perde le foglie adulte più esterne, che diventano di colore bruno e sono fotosinteticamente inattive e durante l'inverno vengono prodotte le nuove foglie.

### Riproduzione

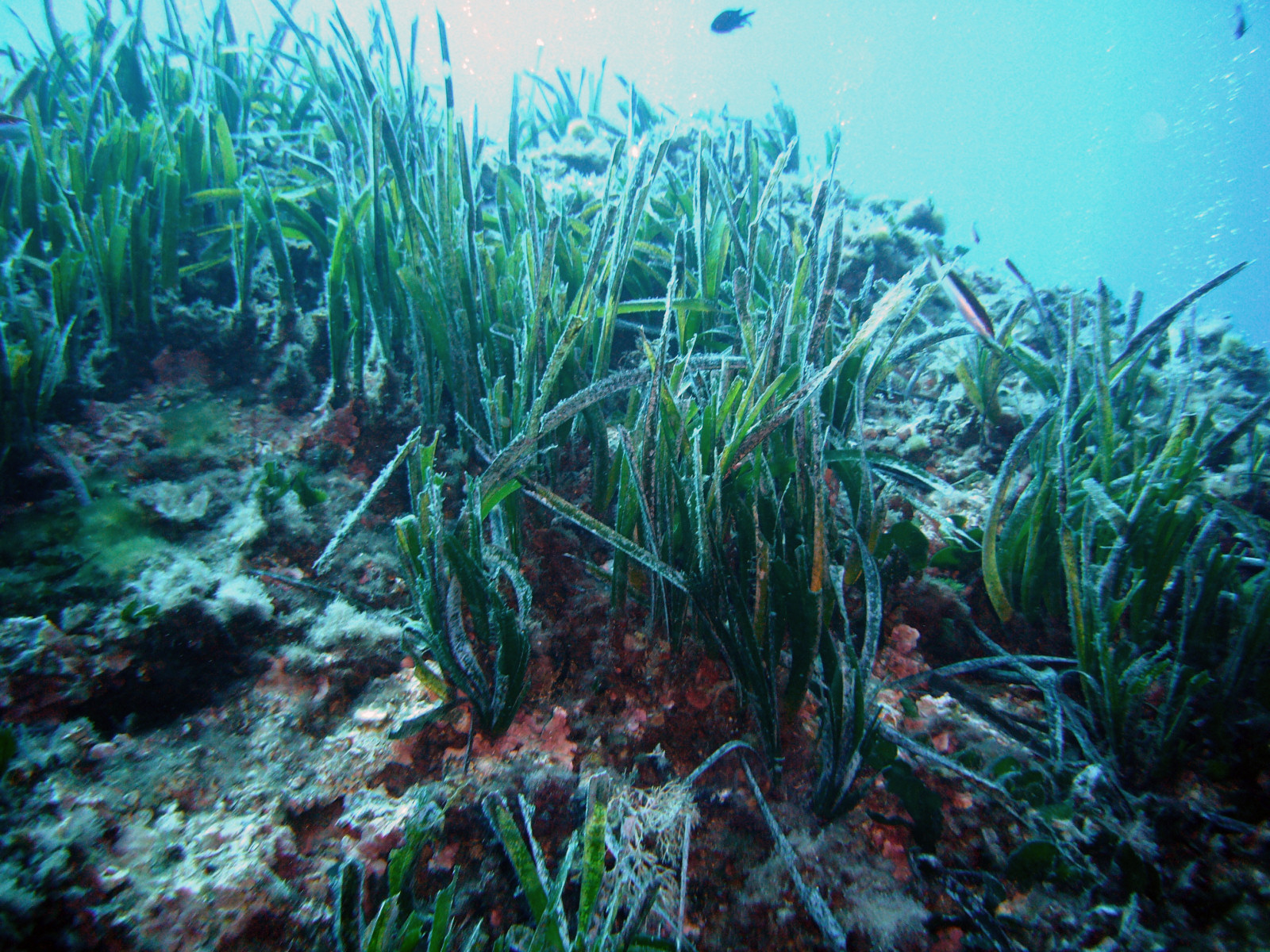
Prateria di P. oceanica - Portofino

P. oceanica si riproduce sia sessualmente sia asessualmente per stolonizzazione.
La riproduzione sessuale avviene mediante la produzione di fiori e frutti. I fiori sono ermafroditi e raggruppati in una infiorescenza a forma di spiga, di colore verde e racchiusa tra brattee fiorali. L'asse floreale si attacca al rizoma al centro del fascio. Il gineceo è formato da un ovario uniloculare che continua con uno stilo e termina con lo stigma; l'androceo è costituito da tre stami con antere corte. La fioritura è regolata da fattori ambientali (luce e temperatura) e da fattori endogeni (età e dimensione della pianta) e avviene in settembre - ottobre nelle praterie più vicine alla superficie del mare, mentre è spostata di due mesi nelle praterie più profonde.

Il polline all'interno dell'antera è di forma sferica, ma diventa filamentoso appena viene rilasciato in acqua. Non sono presenti meccanismi di riconoscimento tra polline e stigma che prevengano l'autofecondazione.
L'impollinazione è idrofila e può portare alla formazione dei frutti, sebbene alcuni abortiscano prima della maturazione che avviene dopo sei mesi. Una volta maturi, i frutti si staccano e galleggiano in superficie.
Il frutto, leggermente carnoso e chiamato volgarmente "oliva di mare", è simile ad una drupa e presenta un pericarpo poroso e ricco di una sostanza oleosa che ne permette il galleggiamento.
Quando marcisce viene liberato un seme, rivestito da una membrana sottile ma privo di un vero e proprio tegumento, che cade sul fondo e se trova le adatte condizioni di profondità, stabilità e tipo di sedimento germina e dà origine ad una nuova pianta.
Affinché la piantina possa attecchire è necessario che trovi un substrato umificato. L'umificazione consiste nella degradazione dei detriti vegetali, quindi la pianta può impiantarsi in "suoli" precedentemente colonizzati da altri vegetali, quali macroalghe o altre fanerogame. Si genera così una vera e propria successione ecologica in cui posidonia rappresenta l'ultimo stadio successionale. La germinazione comincia con l'emissione di una piccola radice bianca dal polo radicale e di una fogliolina dal polo apicale. 
Con la riproduzione sessuata la pianta colonizza nuove aree, diffonde le praterie in altre zone e garantisce la variabilità genetica.
La stolonizzazione, che permette l'espansione delle praterie, avviene invece mediante l'accrescimento dei rizomi plagiotropi, che crescono di ca. 7 cm/anno e colonizzano nuovi spazi. Un alto accumulo di sedimenti e la diminuzione dello spazio a disposizione per la crescita orizzontale, stimola la crescita verticale dei rizomi, formando così la matte.

### Matte

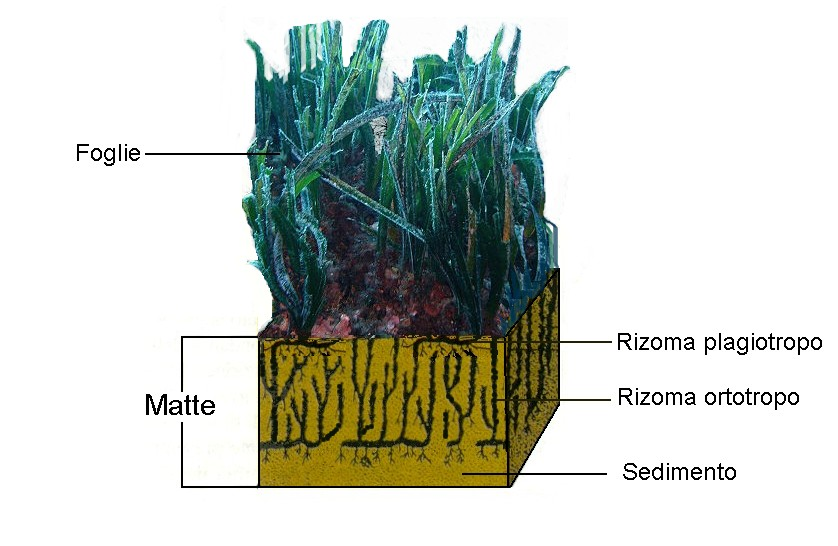
Disegno schematico di una matte di P. oceanica

L'accrescimento verticale dei rizomi porta alla formazione di una struttura chiamata matte, costituita da un intreccio di rizomi morti e radici tra i quali resta intrappolato il sedimento. Solo la parte sommitale di queste strutture è formata da piante vive.
La formazione delle mattes dipende in massima parte dai ritmi di sedimentazione; un'alta velocità di sedimentazione può portare ad un eccessivo insabbiamento dei rizomi e quindi al loro soffocamento; al contrario, una sedimentazione troppo lenta può portare allo scalzamento dei rizomi ed alla regressione della prateria.
Poiché la velocità di decomposizione dei rizomi è molto lenta essi possono rimanere all'interno della matte anche per millenni.
La matte ha un ritmo di crescita molto lento: il suo accrescimento è stato stimato in circa 1 m al secolo.

### Adattamenti alla vita in ambiente marino
Come tutte le fanerogame marine, la posidonia ha evoluto una serie di adattamenti morfologici e fisiologici atti a permetterle la vita in mare.
In molti degli organi è presente il parenchima aerifero, che facilita gli scambi gassosi in tutte le parti della pianta e che forma una fitta rete tra foglie, rizoma e radici.
Le foglie sono prive di stomi ed hanno una cuticola sottile per facilitare la diffusione di ioni e CO2. Le posidonie sono in grado di assorbire i nutrienti anche per via fogliare.
Spesso le piante vivono in un substrato soggetto all'anossia (mancanza di ossigeno). Per questo motivo le radici, oltre ad assicurare l'ancoraggio e l'assorbimento delle sostanze nutritive, fungono da riserva di ossigeno, prodotto per fotosintesi dalle foglie e trasportato dal parenchima aerifero.

## Evoluzione
Come tutte le Fanerogame marine, anche la P. oceanica si è evoluta da Angiosperme che vivevano nella zona intertidale, al confine tra la terra e il mare, e che erano quindi in grado di sopportare brevi periodi di immersione in acqua. Quando l'impollinazione da anemofila è diventata idrofila, le piante hanno completamente abbandonato la terraferma. I primi fossili di posidonia (P. cretacea) risalgono al Cretaceo, circa 120 milioni di anni fa, mentre nell'Eocene, 30 milioni di anni fa, fece la sua comparsa la P. parisiensis. La crisi di salinità del Messiniano, avvenuta circa 6 milioni di anni fa nel Mediterraneo, ha provocato un abbattimento della diversità genetica in posidonia. Mentre prima esistevano sia ceppi in grado di vivere in condizioni locali di alta salinità sia ceppi capaci di vivere in bacini a salinità bassa, dopo la crisi questi ultimi sono scomparsi e sono stati selezionati solo quelli capaci di vivere a salinità elevate. All'interno dello stagnone di Marsala, le praterie si trovano in una zona che può raggiungere valori di salinità del 46-48‰

## Tassonomia
Linneo, nel suo "Systema Naturae", descrisse la specie chiamandola "Zostera oceanica".
Nel 1813 lo studioso Delile la rinominò Posidonia oceanica". Il genere Posidonia appartiene, secondo la maggior parte dei botanici, alla famiglia delle Posidoniaceae ma ci sono autori che la attribuiscono alle Potamogetonaceae, altri alle Najadaceae e altri ancora alle Zosteraceae. Anche per quanto riguarda l'ordine non vi è accordo tra gli studiosi. Secondo la classificazione Cronquist Posidonia apparterrebbe all'ordine Najadales, mentre secondo l'ITIS all'ordine Potamogetonales. La classificazione APG mantiene l'attribuzione alle Posidoniaceae ma assegna la famiglia all'ordine Alismatales e considera sinonimi i due ordini sopra citati.
Il nome generico Posidonia deriva dal greco Ποσειδών, Poseidone, il dio del mare, mentre l'epiteto specifico oceanica si riferisce al fatto che questa specie aveva una distribuzione ben più ampia di quella attuale.

## Distribuzione

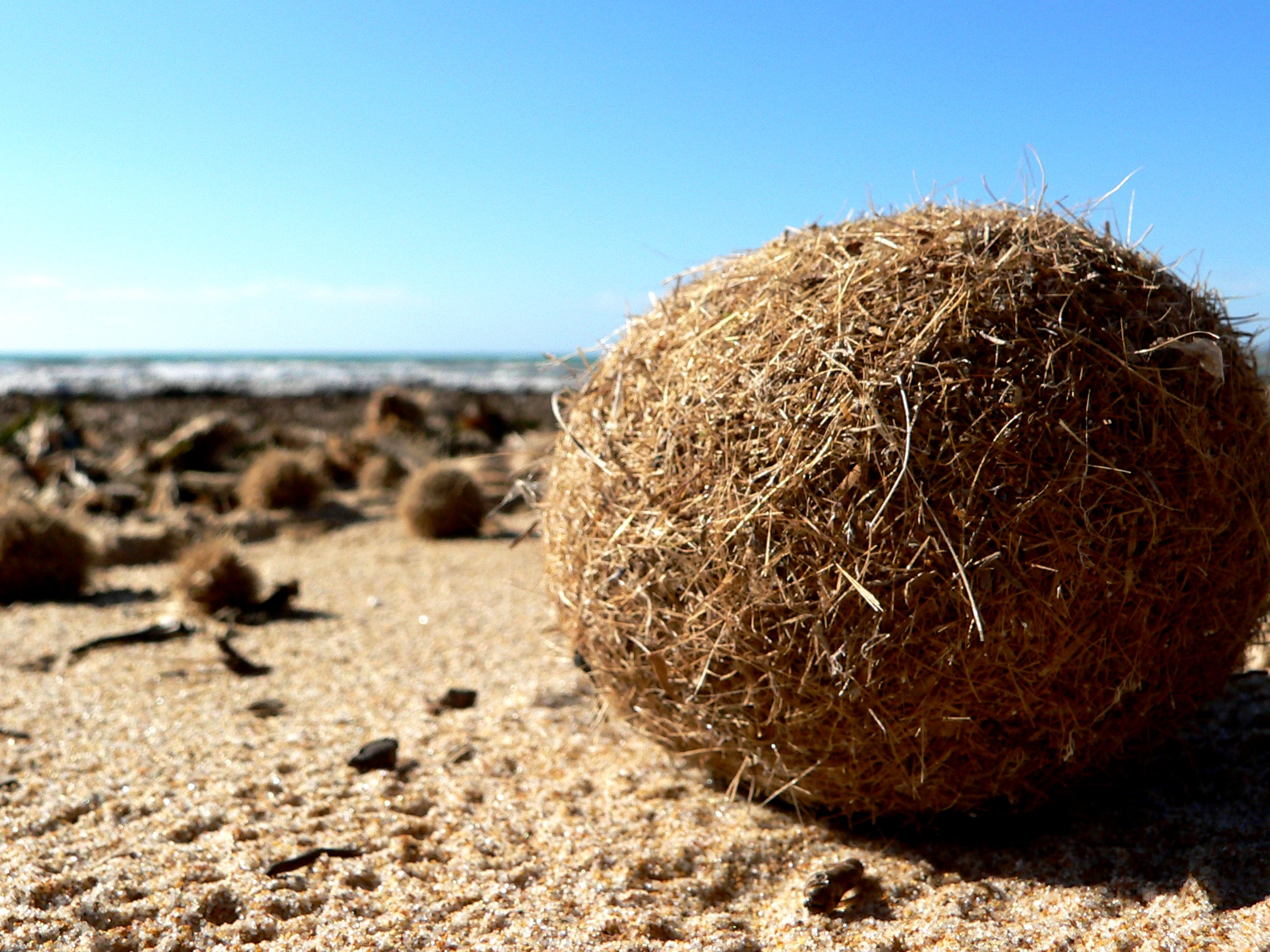
Egagropili, agglomerati costituiti da residui fibrosi di Posidonia

Questa specie si trova oggi solo nel Mar Mediterraneo; occupa un'area intorno al 1,5% dell'intero bacino (corrispondente ad una superficie di circa 38.000 km2), rappresentando una specie chiave dell'ecosistema marino costiero.
Un segnale inequivocabile dell'esistenza di una prateria di posidonia è la presenza di masse di foglie in decomposizione (dette banquette) sulla spiaggia antistante. Per quanto possano essere fastidiose hanno una notevole rilevanza nella protezione delle spiagge dall'erosione. In Italia, secondo la parte IV del Testo Unico Ambientale (D.Lgs. 3 aprile 2006, n. 152, "Norme in materia ambientale") le foglie di posidonia spiaggiate sono da considerare rifiuti solidi e devono quindi essere smaltite: una modalità ecosostenibile è il compostaggio per la produzione di "ammendante compostato verde", in ottemperanza e secondo le prescrizioni del D. Lgs. 29 aprile 2010 n. 75 ("Riordino e revisione della disciplina in materia di fertilizzanti, a norma dell'articolo 13 della legge 7 luglio 2009, n. 88"). In particolare, il materiale deve essere preventivamente dissabbiato e non deve eccedere il 20% p/p del peso totale della miscela inviata a compostaggio.
Sulle spiagge si trovano inoltre, e soprattutto in inverno, delle "palle" marroni formate da fibre di posidonia aggregate dal moto ondoso e dette egagropili.

## Ecologia

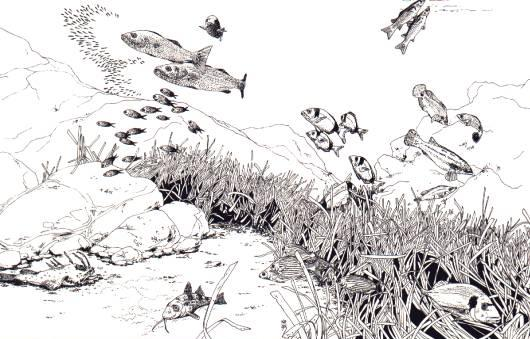
Illustrazione dell'ecosistema.

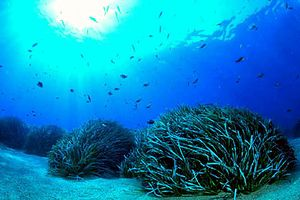
Nelle zone a forte idrodinamismo si formano dei canali all'interno della prateria detti canali di intermatte.

Ha bisogno di una forte illuminazione, per cui la luce è uno dei principali fattori limitanti: vive infatti tra 5 e 30 metri di profondità, eccezionalmente e solo in acque molto limpide fino ai 40 metri, e sopporta temperature comprese fra i 10 e i 28 °C. È una pianta che necessita di valori di salinità relativamente costanti per cui difficilmente si trova nei pressi di foci di fiumi o nelle lagune. Colonizza i fondali sabbiosi o detritici ai quali aderisce per mezzo dei rizomi e sui quali forma vaste praterie, o posidonieti, ad elevata densità (oltre 700 piante per metro quadrato). La produzione primaria fogliare delle praterie varia da 68 a 147 gC m−2 y−1, mentre la produzione dei rizomi va da 8,2 a 18 gC m−2 y−1. Una piccola parte di questa produzione (dal 3 al 10%) viene utilizzata dagli erbivori, una parte più cospicua passa agli organismi decompositori e un'altra percentuale viene immagazzinata all'interno delle mattes in foglie e rizomi.
Le praterie presentano un limite superiore ed un limite inferiore.

Il primo, il punto in cui ha inizio la prateria partendo dalla costa, è piuttosto netto, mentre il secondo, il punto dove finisce, può essere di quattro tipi:
- Limite progressivo o climatico: con l'aumentare della profondità, diminuisce la densità dei fascicoli fogliari perché la luce diventa un fattore limitante. È caratterizzato dalla presenza di rizomi plagiotropi che finiscono improvvisamente.
- Limite netto o edafico: il tipo di substrato non permette la progressione dei rizomi, passando per esempio da un substrato sabbioso ad uno roccioso. È caratterizzato dall'assenza di matte e dalla presenza di un'alta densità di fascicoli fogliari.
- Limite erosivo: è legato al forte idrodinamismo che non consente alla prateria di progredire[20]. È caratterizzato da elevata densità e presenza di matte.
- Limite regressivo: è causato dall'inquinamento che rende le acque di una data area torbide, impedendo quindi la penetrazione della luce più in profondità. Vi si trovano solo matte morte.

Nelle aree riparate e a basso idrodinamismo, che provoca una maggiore sedimentazione, le matte possono alzarsi fino a che le foglie non raggiungono la superficie dell'acqua. Si crea in questo modo una barriera detta recif barriere. Tra la barriera e il litorale si può formare una laguna, e ciò impedisce il progredire della prateria verso la costa. La recif barriere ha un ruolo importantissimo nella protezione della linea costiera dall'erosione.
Nelle zone a forte idrodinamismo, invece, i rizomi possono essere scalzati, creando delle formazioni dette intermatte, costituite da canali di erosione.

### Comunità associate aPosidonia oceanica
Le caratteristiche proprie della pianta di posidonia, la sua dinamica di crescita e la grande quantità di biomassa prodotta, sono dei fattori in grado di reggere delle comunità animali e vegetali molto diversificate. Distinguiamo comunità epifite, cioè di batteri, alghe e briozoi che colonizzano la superficie fogliare e i rizomi della pianta, comunità animali vagili e sessili e comunità di organismi detritivori.

#### Comunità epifite

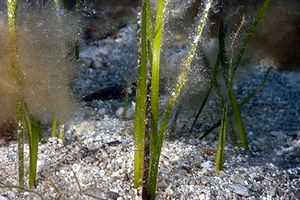
Foglie di P. oceanica altamente epifitate.

Lungo la foglia si possono identificare delle successioni e delle zonazioni che seguono l'età della foglia. In prossimità della base della foglia e sulle foglie giovani, si impiantano Diatomee e batteri; successivamente nella parte centrale si impiantano alghe rosse e brune incrostanti, mentre sopra le incrostanti e nella zona apicale vivono alghe erette filamentose.
Le comunità epifite vengono predate da Molluschi Gasteropodi, Crostacei Anfipodi e Policheti e rivestono un ruolo molto importante nella catena alimentare delle praterie di posidonia, considerando il fatto che sono pochi gli organismi in grado di nutrirsi direttamente del tessuto vegetale della pianta, sgradita agli erbivori per l'alta percentuale di carboidrati strutturali, per gli alti valori di C e N e per la presenza di composti fenolici.
Gli epifiti, però, possono anche danneggiare le posidonie. Essi, infatti, aumentandone il peso, possono causare la caduta prematura delle foglie, diminuiscono la luce e inoltre ostacolano gli scambi gassosi e l'assorbimento di nutrienti attraverso la foglie.

#### Comunità animali e detritivori

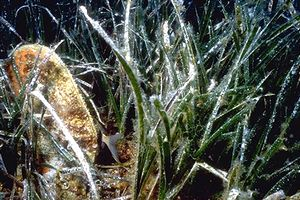
Abitatore abituale delle praterie di P. oceanica è il bivalve Pinna nobilis (a sinistra).

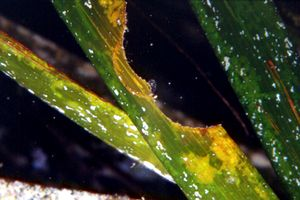
Foglia di P. oceanica "brucata" da Sarpa salpa. Sono pochi gli animali che si nutrono direttamente delle foglie di questa pianta.

La fauna associata alle praterie di posidonia è costituita da animali sessili, che vivono cioè adesi al substrato costituito dalle foglie e dai rizomi, e da animali vagili, capaci di muoversi all'interno della prateria. Vi sono poi degli organismi, costituenti l'infauna, che vivono all'interno delle matte e che sono principalmente detritivori.
Studi effettuati da Gambi et al. nel 1992 hanno dimostrato come circa il 70% del popolamento animale complessivo della prateria sia costituito da erbivori. Tra questi, i più abbondanti sono gli echinodermi, in particolare il riccio Paracentrotus lividus, tra i pochi organismi in grado di cibarsi direttamente delle foglie della pianta. I carnivori sono rappresentati da pesci, molluschi, policheti e decapodi.
Tra i molluschi, abitatore abituale e quasi esclusivo delle praterie è la  Pinna nobilis, il bivalve più grande del Mediterraneo e fortemente minacciato dalla pesca dei collezionisti e dall'inquinamento.
Il popolamento ittico è costituito da un piccolo numero di specie, principalmente labridi e sparidi quasi tutti carnivori.
Sono poco frequenti pesci di grandi dimensioni e durante il corso dell'anno si assiste a variazioni dell'abbondanza specifica dovute a reclutamenti e migrazioni. Nelle praterie superficiali e riparate, vi è una grande abbondanza dell'erbivoro Sarpa salpa, che rappresenta il 40-70% della fauna ittica estiva.
Il compartimento detritico, costituito dalla lettiera formata dai resti delle foglie cadute, viene colonizzato da microorganismi e funghi. Un gruppo particolare di detritivori sono policheti (Lysidice ninetta, Lysidice collaris e Nematonereis unicornis) e isopodi (Idotea hectica, Limnoria mazzellae), detti borers, che scavano delle gallerie all'interno delle scaglie (resti delle basi fogliari che restano attaccate al rizoma per anni) per nutrirsi e per espandere il proprio habitat.
Le foglie, degradate dal moto ondoso e dai microrganismi, una volta spiaggiate, prendono il nome di banquette e servono da rifugio e nutrimento a insetti, anfipodi e isopodi ospitando una caratteristica comunità del piano sopralitorale.

### Fitosociologia
Dal punto di vista fitosociologico, la P. oceanica rappresenta la specie caratteristica dell'associazione Posidonietum oceanicae Molinier 1958. Questa associazione è caratteristica dei fondi sabbiosi e fangosi del piano infralitorale e al suo interno si distinguono diversi aggruppamenti da esso dipendenti: sui rizomi si trova la biocenosi sciafila costituita dall'associazione Flabellio-Peyssonnelietum squamariae Molinier 1958, mentre sulle foglie della pianta si distingue l'associazione epifita Myrionemo-Giraudietum sphacelarioidis Van der Ben 1971. Questo aggruppamento non è esclusivo del Posidonieto, ma si ritrova anche sulle foglie di altre Angiosperme marine e sulle Cystoseire.

### Importanza dell'ecosistema
La prateria di posidonia costituisce la "comunità climax" del Mediterraneo, cioè rappresenta il massimo livello di sviluppo e complessità che un ecosistema può raggiungere. Il posidonieto è, quindi, l'ecosistema più importante del mar Mediterraneo ed è stato indicato come "habitat prioritario" nell'allegato I della Direttiva Habitat (Dir. n. 92/43/CEE), una legge che raggruppa tutti i Siti di Importanza Comunitaria (SIC) che necessitano di essere protetti.

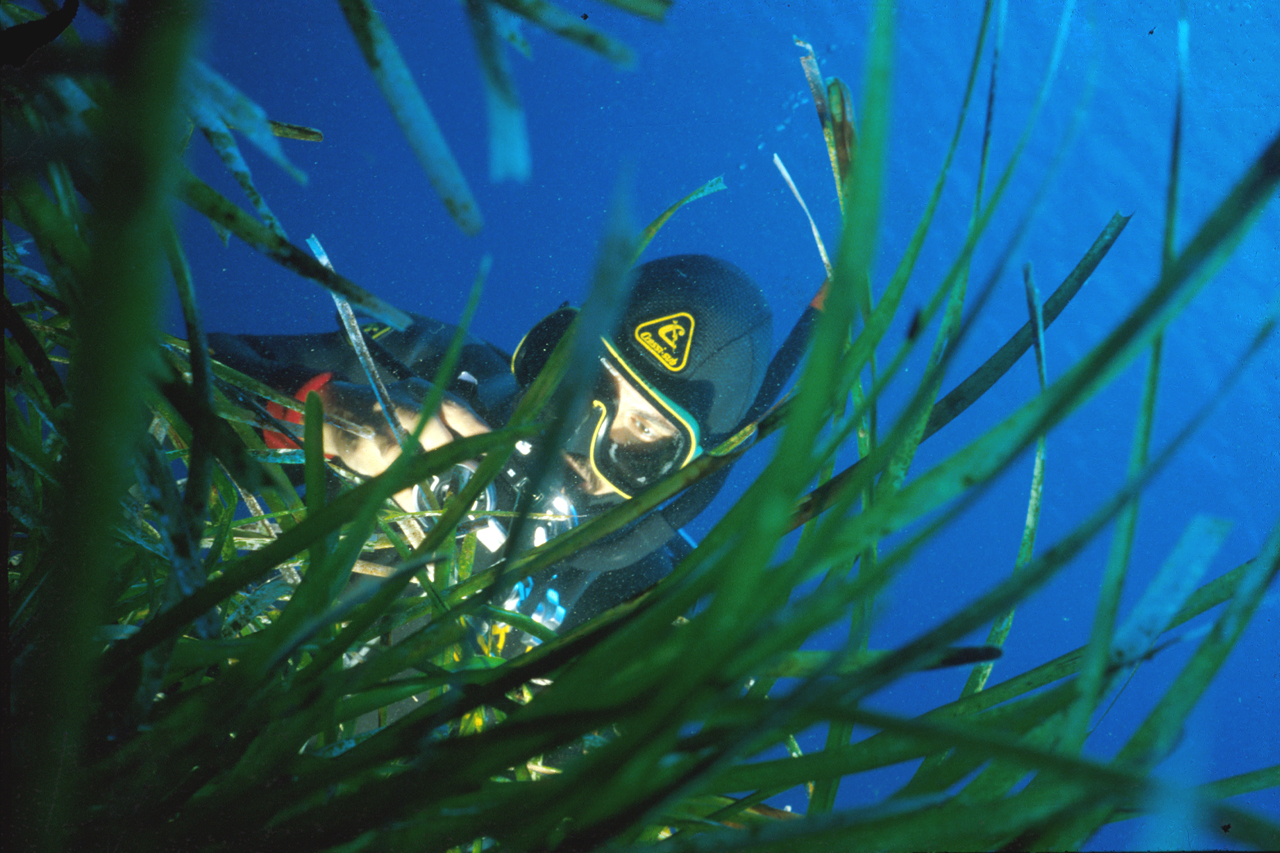
Un sub fotografa della Poseidonia

Nell'ecosistema costiero la posidonia riveste un ruolo fondamentale per diversi motivi:
- grazie al suo sviluppo fogliare libera nell'ambiente acquatico fino a 20 litri di ossigeno al giorno per ogni m2 di prateria[9], ed è al contempo grado di sequestrare nel sedimento 10 volte più CO2 delle foreste temperate e ben 50 volte quella delle foreste tropicali in rapporto alla superficie coperta.[28][29]
- produce ed esporta biomassa sia negli ecosistemi limitrofi sia in profondità;[30]
- offre riparo ed è area di riproduzione per molti pesci, cefalopodi, bivalvi, gasteropodi, echinodermi e tunicati;[31]
- consolida il fondale sottocosta contribuendo a contrastare un eccessivo trasporto di sedimenti sottili dalle correnti costiere;[31]
- agisce da barriera soffolta[32] che smorza la forza delle correnti e delle onde prevenendo l'erosione costiera;
- lo smorzamento del moto ondoso operato dallo strato di foglie morte sulle spiagge le protegge dall'erosione, soprattutto nel periodo delle mareggiate invernali.

In tutto il Mediterraneo le praterie di posidonia sono in regressione, un fenomeno che è andato aumentando con gli anni con l'aumento della pressione antropica sulla fascia costiera.
La scomparsa delle praterie di posidonia ha degli effetti negativi non solo sul posidonieto, ma anche su altri ecosistemi, basti pensare che la perdita di un solo metro lineare di prateria può portare alla scomparsa di diversi metri della spiaggia antistante, a causa dei fenomeni erosivi. Inoltre la regressione delle praterie comporta una perdita di biodiversità e un deterioramento della qualità delle acque.

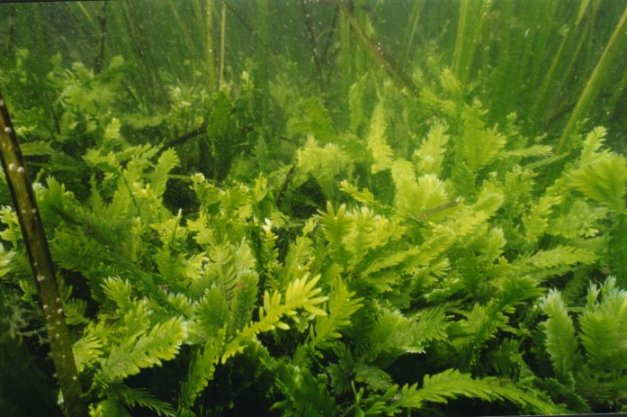
La Caulerpa taxifolia è un'alga alloctona che in alcune zone del Mediterraneo sta soppiantando la P. oceanica.

Le cause della regressione sono da ricercarsi in:
- inquinamento: la posidonia è molto sensibile agli agenti inquinanti;[3]
- pesca a strascico[34];
- nautica da diporto (raschiamento delle ancore sul fondale, sversamenti di idrocarburi, detergenti, vernici, rifiuti solidi etc...)[3][30][35]
- costruzione di opere costiere e di conseguenza l'immissione di scarichi fognari in mare che aumentando la torbidità dell'acqua ostacolano la fotosintesi[36];
- costruzione di dighe, dighe foranee e barriere che modificano il tasso di sedimentazione in mare[37];
- Ripascimento delle spiagge a scopo turistico;
- eutrofizzazione delle acque costiere che provoca un'abnorme crescita delle alghe epifite, ostacolando così la fotosintesi[3][38].

Le distese di P. oceanica sono minacciate anche dalla competizione con due alghe tropicali accidentalmente immesse in Mediterraneo, la Caulerpa taxifolia e la Caulerpa racemosa. Le due alghe presentano una crescita rapidissima e stanno via via soppiantando la posidonia.
Nel 2006 è stata scoperta nelle Baleari una pianta di Posidonia lunga circa 8 km cui è stata attribuita un'età di 100.000 anni. La pianta si trova all'interno di una prateria che si estende per 700 km² dalla zona di Es Freus (Formentera) fino alla spiaggia di Las Salinas (Ibiza). L'identificazione della pianta è stata possibile grazie all'uso di marcatori genetici. La scoperta è stata casuale, poiché si stima che all'interno di questa prateria vivano cento milioni di esemplari della stessa specie. Si ritiene che questa pianta sia uno degli organismi viventi più grandi e longevi del mondo.

## Posidonia oceanicacome bioindicatore
Da circa una ventina di anni sta sempre più prendendo piede l'utilizzo di P. oceanica come indicatore biologico. 

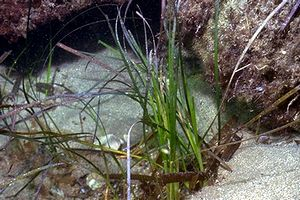
Fasci isolati di P. oceanica. L'analisi della densità dei fasci costituisce uno dei metodi di studio delle praterie.

La pianta infatti presenta tutte le caratteristiche proprie di un buon bioindicatore:
- è una specie bentonica;
- presenta un lungo ciclo vitale;
- è diffusa ampiamente in tutto il Mediterraneo;
- ha una grande capacità di concentrazione nei suoi tessuti di sostanze inquinanti;
- è molto sensibile ai cambiamenti ambientali.

Attraverso lo studio delle praterie è quindi possibile avere un quadro piuttosto attendibile della qualità ambientale delle acque marine costiere.
Quattro sono generalmente i metodi di studio delle praterie di posidonia:
- analisi e monitoraggio del limite inferiore;
- analisi della densità della prateria;
- analisi fenologica;
- analisi lepidocronologica.

### Analisi del limite inferiore
Esiste un legame stretto tra la profondità del limite inferiore e la trasparenza delle acque. Su questa base, è stata proposta una tabella che mette in relazione le due variabili (Tab. 1) e che si può applicare a tutti i tipi di limite inferiore tranne a quello erosivo, perché condizionato dall'idrodinamismo del fondo.
| Profondità del limite inferiore (m) | Trasparenza dell'acqua       |
| ----------------------------------- | ---------------------------- |
| da 0 a -15                          | Acque a bassa trasparenza    |
| da -15 a -25                        | Acque poco trasparenti       |
| da -25 a -35                        | Acque trasparenti            |
| inferiore a -35                     | Acque ad elevata trasparenza |

### Densità dei fascicoli fogliari
Per quanto riguarda la densità, essa dipende dalla profondità cui si trova la prateria, dall'intensità luminosa e dal tipo di substrato.
In base alla densità dei fascicoli fogliari, calcolata come n° di fasci/m², le praterie vengono suddivise in 5 classi (Tab. 2).
| Classe | Densità dei fasci     | Stima di densità     |
| ------ | --------------------- | -------------------- |
| I      | oltre 700 fasci/m²    | Prateria molto densa |
| II     | da 400 a 700 fasci/m² | Prateria densa       |
| III    | da 300 a 400 fasci/m² | Prateria rada        |
| IV     | da 150 a 300 fasci/m² | Prateria molto rada  |
| V      | da 50 a 150 fasci/m²  | Semiprateria         |

Pergent nel 1995 e Pergent-Martini nel 1996 hanno proposto un'altra classificazione che mette in relazione la densità dei fasci con la profondità, individuando 4 classi di densità. È così possibile individuare tre tipi di praterie:
- praterie in equilibrio: la densità è normale o eccezionale;
- praterie disturbate: la densità è bassa;
- praterie molto disturbate: la densità è anormale.

Anche in questo caso è stata realizzata una tabella (tab. 3).
| Profondità (m) | Prateria molto disturbata   | Prateria disturbata      | Prateria in equilibrio     | Prateria in equilibrio         |
|                | Densità anormale (fasci/m2) | Densità bassa (fasci/m2) | Densità normale (fasci/m2) | Densità eccezionale (fasci/m2) |
| -------------- | --------------------------- | ------------------------ | -------------------------- | ------------------------------ |
| 20             | Meno di 61                  | Tra 61 e 173             | Tra 173 e 397              | Più di 397                     |
| 21             | Meno di 48                  | Tra 48 e 160             | Tra 160 e 384              | Più di 384                     |
| 22             | Meno di 37                  | Tra 37 e 149             | Tra 149 e 373              | Più di 373                     |
| 23             | Meno di 25                  | Tra 25 e 137             | Tra 137 e 361              | Più di 361                     |
| 24             | Meno di 14                  | tra 14 e 126             | Tra 126 e 350              | Più di 350                     |
| 25             | Meno di 4                   | Tra 4 e 116              | Tra 116 e 340              | Più di 340                     |
| 26             |                             | Meno di 106              | Tra 106 e 330              | Più di 330                     |
| 27             |                             | Meno di 96               | Tra 96 e 320               | Più di 320                     |
| 28             |                             | Meno di 87               | Tra 87 e 311               | Più di 311                     |
| 29             |                             | Meno di 78               | Tra 78 e 302               | Più di 302                     |
| 30             |                             | Meno di 70               | Tra 70 e 294               | Più di 294                     |

### Analisi fenologiche
Le analisi fenologiche consentono di studiare diversi parametri utili a descrivere lo stato di salute delle piante:
- numero medio di foglie per rango (adulte, intermedie, giovanili) per fascicolo fogliare;
- lunghezza e larghezza media delle foglie per rango per fascicolo fogliare;
- percentuale di tessuto bruno: rappresenta la % di foglie adulte che presentano tessuto non fotosintetizzante;
- indice LAI (Leaf Area Index): misura la superficie fogliare per m² di prateria;
- coefficiente "A": percentuale di foglie che hanno perso l'apice.

### Analisi lepidocronologiche
L'analisi lepidocronologica consiste nello studio dei cicli di vita delle foglie di P. oceanica, che all'atto del distacco una volta morte lasciano sul rizoma della pianta la parte basale. Questi residui, denominati scaglie, hanno spessori variabili con andamenti ciclici annuali, utili per lo studio delle variabili ambientali.
I suoi scopi possono essere così riassunti:
- stima la biomassa prodotta negli anni, sia in termini di allungamento dei rizomi, sia di produzione di foglie;
- stima la produzione dei fiori e quindi fornisce informazioni sul numero dei fenomeni di riproduzione sessuata avvenuti negli anni;
- misura la concentrazione di metalli pesanti negli anni all'interno dei tessuti della pianta.

## Utilizzo
In passato le foglie erano utilizzate come isolante nella costruzione dei tetti, come lettiera per il bestiame o per imballare materiali fragili, era infatti anche detta "alga dei vetrai". In farmacologia le foglie erano usate per curare infiammazioni e irritazioni. In alcune aree del Mediterraneo ancora oggi le foglie sono usate nell'alimentazione del bestiame. Attualmente si sta analizzando la possibilità di utilizzarle, in seguito a trattamenti particolari, per concimazione in serricultura e la produzione di biogas.
Uno studio recente ha dimostrato che l'estratto di foglie di P. oceanica, contenente diverse sostanze polifenoliche, può essere utilizzato per la conservazione degli alimenti, avendo capacità antiossidanti e antifungine.